# Sergej Vasiljev
Sergej Vasiljev (russisk: Серге́й Дми́триевич Васи́льев) (født 4. november 1900 i Moskva i det Russiske Kejserrige, død 16. december 1959 i Moskva i Sovjetunionen) var en sovjetisk filminstruktør, manuskriptforfatter og skuespiller.

## Filmografi
- Tjapajef (Чапаев, 1934)[1][2]
- Volotjaev dage (Волочаевские дни, 1937)
- Tsaritsyns forsvar (Оборона Царицына, 1942)
- Foran (Фронт, 1943)
- Geroi Sjipki (Герои Шипки, 1955)
- V dni oktjabrja (В дни октября, 1958)
- Spjasjjaja krasavitsa (Спящая красавица, 1930)